# Michelle Hurst
Michelle Hurst, née à Brooklyn (New York), est une actrice de télévision et de cinéma américaine.
Elle est connue du grand public pour son rôle de Miss Claudette Pelage dans la série Orange Is the New Black.

## Biographie
Hurst est née à Brooklyn, New York. En 1974 elle a obtenu son diplôme de Mount Holyoke College. Hurst est connue pour ses apparitions dans l’émission télé Law & Order. Elle joue aussi dans les films comme Airheads, Smoke, Stepmom et Sherrybaby.

## Filmographie

### Cinéma
- 1989 : Né un 4 juillet : Reporter
- 1993 : Chassé-croisé : Leslie
- 1994 : Airheads : Yvonne
- 1995 : Smoke : Tante Em
- 1995 : Brooklyn Boogie : Statisticienne
- 1996 : I Shot Andy Warhol : Nedicks Manager
- 1997 : Office Killer : Kate
- 1998 : Ma meilleure ennemie : Infirmière
- 1999 : Wirey Spindell : Arlene
- 2001 : Les visiteurs en Amérique : Pawnshop Broker
- 2003 : In the Cut : Enseignante
- 2004 : Poster Boy : Professeur Silver
- 2006 : Sherrybaby : Dorothy Washington
- 2008 : Choke : Infirmière
- 2010 : A Little Help : Eileen
- 2010 : Love and Secrets : Newscaster
- 2011 : Mais comment font les femmes? : Infirmière
- 2012 : Frances Ha : Manager du théâtre
- 2015 : Hard Sell : Infirmière Par
- 2017 : Permission de Brian Crano : Dr. Bennett

### Télévision
- 1995 : New York Undercover : Ms. Ellis
- 1995 : New York News : Infirmière
- 1996 : Matt Waters
- 1996 : New York, police judiciaire (saison 6, épisode 11) : Miss Nevins
- 1997 : New York, police judiciaire (saison 7, épisode 20) : l'avocate commis d'office
- 1998 : New York, police judiciaire (saison 8, épisode 24) : la dame aux pizzas
- 2000 : Cosby : Ms. Summers
- 2000 : Sex and the City : Infirmière
- 2000 : New York, unité spéciale (saison 1, épisode 16) : Gloria Milton
- 2000 : New York, unité spéciale (saison 2, épisode 4) : l'assistance sociale
- 2001 : New York, police judiciaire (saison 11, épisode 22) : Simone Adams
- 2002 : New York, section criminelle (saison 2, épisode 8) : Audrey
- 2003 : New York, unité spéciale (saison 4, épisode 18) : Vita Weldon
- 2003 : Life on the Line : Dr Morgan
- 2004 : Rescue Me : Les Héros du 11 septembre
- 2004 : New York 911 : Juge Connie Allen
- 2009 : The Good Wife : Juge Hester James
- 2010 : Blue Bloods : Collins
- 2012 : NYC 22 : Rosalind Adamczyk
- 2013 : Orange Is the New Black (13 épisodes) : Miss Claudette Pelage
- 2014 : Broad City : Mary
- 2015 : New York, unité spéciale (saison 16, épisode 16) : Mme Thwaites
- 2015 : Last Tango in Halifax : Ginika
- 2015 : Forever : Bertha
- 2020 : Grand army : Lead interviewer
- 2021 : New York, unité spéciale (saison 22, épisode 16) : Betty Swanson